# Albert Fish
Albert Fish, född 19 maj 1870 i Washington DC, död 16 januari 1936 i fängelset Sing-Sing, Ossining, var en amerikansk seriemördare, koprofil, pedofil och kannibal.
Albert Fish föddes 19 maj 1870. När han var 5 år gammal dog hans far och han blev satt på barnhem då hans mamma var psykiskt sjuk och inte klarade av att ta hand om honom själv. Det var på barnhemmet man tror han utvecklade sitt intresse för sadomasochism. Man tror han begick sitt första mord år 1910. Fish skall ha torterat, mördat och styckat minst 15 barn, däribland 10-årige Grace Budd. Han dömdes till döden och avrättades i elektriska stolen vid 65 års ålder. 

## Barndom, uppväxt och brott
Han föddes som Hamilton Howard Fish i Washington DC i en familj med en lång historia av psykiska sjukdomar. Eftersom hans far dog när Fish var 5 år gammal och hans mamma inte hade något arbete blev Fish insatt på ett barnhem där han blev brutalt piskad och slagen. Han sade sig ha varit det enda barnet som såg fram emot agan. När han var 9 hämtade hans mamma ut honom igen, och han började skolan där han gick tills han blev 15. Han flyttade runt mycket innan han 1898 slog sig ner i New York, gifte sig med en nio år yngre kvinna och de fick sex barn. Enligt barnen slog Fish dem aldrig och de upplevde en ganska normal barndom. Hans fru rymde senare med en annan man. Det var här vissa hävdar att han började agera väldigt udda. Fish gillade till exempel att sticka nålar genom sitt könsorgan och brukade även läsa kontaktannonser i tidningen och skicka obscena brev till änkor.
Fish, som arbetade som målare, reste omkring i USA, och hävdade senare att han skulle ha mördat någon i alla de tjugotre stater han hade besökt. Han valde personer som antingen var mentalt handikappade eller afroamerikaner som Fish antog inte skulle saknas efter sin bortgång. 
Han skall ha varit sadomasochist, och ägnat sig åt självstympning, och stack nålar i kroppen, främst kring genitalierna.  Han menade att han fått dessa tendenser från den misshandel han utsattes för i barndomen. Hans mord innebar ofta långsam tortyr. Han band barn och piskade dem. Han blev påkommen efter att ha skickat brev till ett av offrets mamma om vad som hänt hennes dotter.

## Grace Budd
28 maj 1928, då han var 58 år gammal, besökte Fish familjen Budd på Manhattan i New York. Han svarade på en "arbete sökes"-annons som artonårige Edward Budd satt ut. Fish tyckte först att Edward var det perfekta offret tills han träffade hans yngre syster, den tio år gamla Grace. Fish lovade att anställa Edward och att han skulle skicka efter honom några dagar senare och under tiden övertalade han paret att Grace skulle följa med honom på ett barnkalas som hans syster skulle hålla. Grace gav sig av med Fish den dagen, men kom aldrig tillbaka.
Han tog Grace till ett öde hus som han tidigare valt ut. Grace plockade vilda blommor i trädgården utanför, medan Fish gick in i huset och klädde av sig för att inte få blod på sina kläder. Han ropade på Grace. Fish gömde sig i en garderob och när Grace kom upp till övervåningen där han gömde sig, fick hon syn på honom och började springa nedför trappen, men Fish fick tag i henne och ströp henne till döds. Han högg huvudet av Grace och tillagade sedan en del av hennes kropp och under nio dagar åt han så mycket han bara kunde av henne innan han till slut begravde henne.
Han greps då han skickade ett brev till familjen och berättade om vad som hänt deras dotter. En kommissarie kände igen kuvertet och Fish greps. Han avrättades i elektriska stolen 1936 vilket han accepterade med förtjusning. Han tyckte själv om att bli plågad och hans sista ord precis före avrättningen lär har varit "det här kommer bli den ultimata njutningen".